# Kobilja Glava
Kobilja Glava är en ort i Bosnien och Hercegovina. Den ligger i entiteten Federationen Bosnien och Hercegovina, i den centrala delen av landet, i huvudstaden Sarajevo. Kobilja Glava ligger 605 meter över havet och antalet invånare är 3 666.
Terrängen runt Kobilja Glava är varierad.Runt Kobilja Glava är det ganska tätbefolkat, med 93 invånare per kvadratkilometer.. Närmaste större samhälle är Sarajevo, 4,5 km sydväst om Kobilja Glava.
Runt Kobilja Glava är det i huvudsak tätbebyggt.